# Francesco Cocco (architetto)

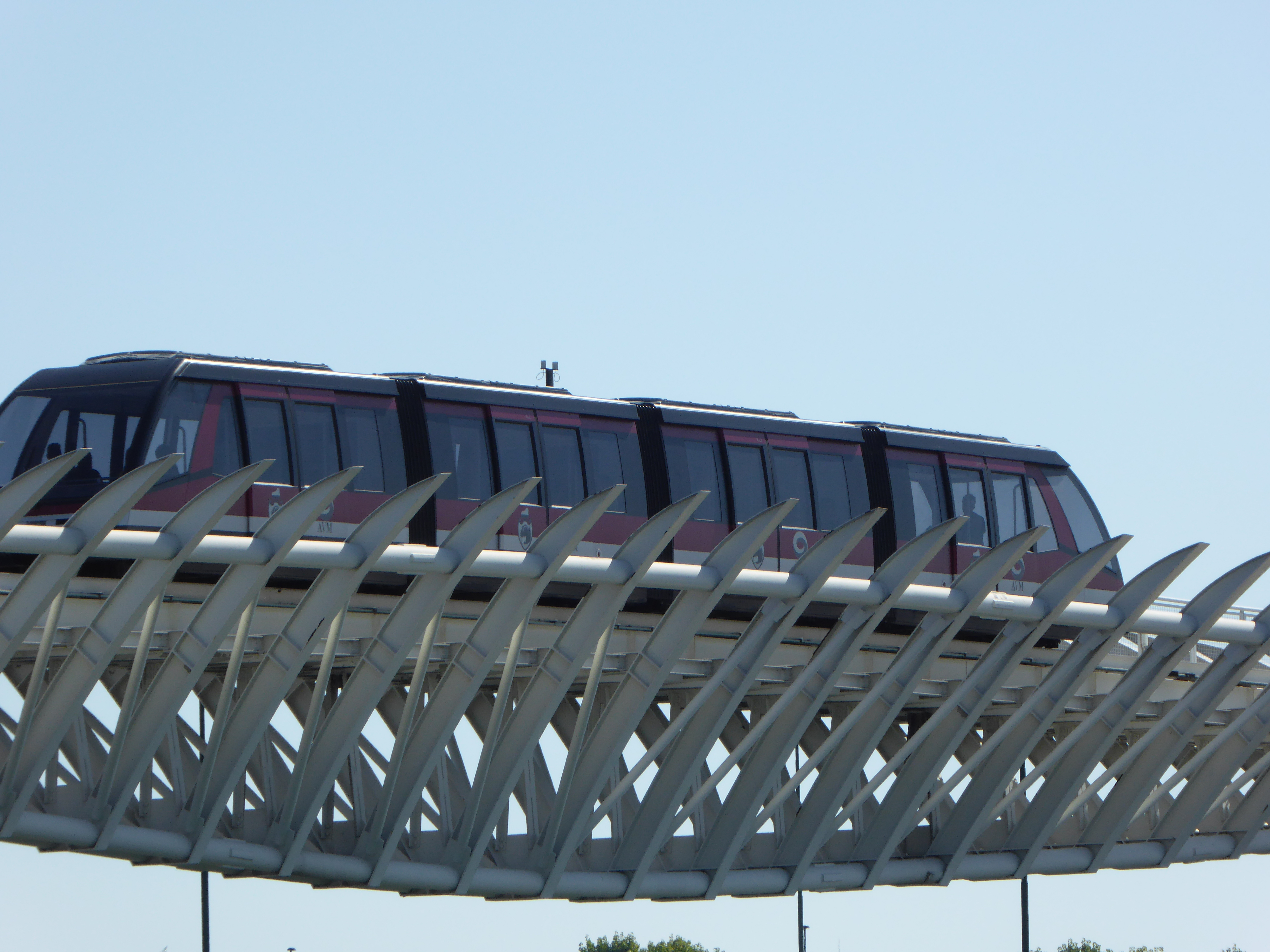
Il People Mover di Venezia

Francesco Cocco (Padova, 11 maggio 1935 – Rovereto, 5 novembre 2017) è stato un architetto e artista italiano.

## Biografia
Nato e formatosi a Venezia dove nel 1963 si laurea all'IUAV, dal 1970 ha vissuto e lavorato a Rovereto. Da sempre alla professione di architetto ha affiancato un'attività di pittura e scultura. nel tempo le arti si sono avvicinate sempre più fino ad ottenere un connubio più stringente che, dagli anni '90, ha caratterizzato anche visivamente le sue opere. Nella vita ha coltivato un'amicizia con Bruno Zevi.  Il suo lavoro architettonico si basa sulla frantumazione, sulla casualità, sulla decostruzione delle forme e la loro ricomposizione in architetture complesse.
Tra le principali opere architettoniche realizzate, il Condominio Tiziana a Rovereto (1975), l'edificio dell'Azienda di Promozione Turistica di Folgaria (1985),cimitero di Nomi (1991), il Centro culturale di Trambileno (1996), la riqualificazione della ex stazione ferroviaria di Riva del Garda (2004) e il People Mover di Venezia (2010)
Nel 2013 l'Ordine degli architetti della provincia di Trento lo inserisce nell'albo dei decani della professione per aver raggiunto oltre 50 anni di iscrizione all'ordine professionale.